# Fines herbes
Fines herbes er en grundpille i det franske køkken. Det er persille, purløg, estragon og kørvel. Disse "fine urter" er ikke som de skarpe og harpiksholdige urter i en bouquet garni, der først frigiver deres smag under lang tilberedning.
Merian, karse, spansk kørvel og citronmelisse kan indgå i fines herbes. Merian og estragon kan tørres.

## Notes
| Mad og drikke | Spire Denne artikel om mad og drikke er en spire som bør udbygges. Du er velkommen til at hjælpe Wikipedia ved at udvide den. |

- Wikimedia Commons har flere filer relateret til Fines herbes